# Netelia glabra
Netelia glabra là một loài tò vò trong họ Ichneumonidae.